# Mieżgiul
Mieżgiul (ros. Межгюль) – wieś w Rosji, w Dagestanie, w rejonie chiwskim. W 2010 liczyła 1215 mieszkańców, wśród których 24 zadeklarowało narodowość lezgińską, 1176 tabasarańską, 6 turkmeńską, a 15 osób nie wskazało żadnej.